# Cricotopus adhaerius
Cricotopus adhaerius är en tvåvingeart som först beskrevs av Pankratova 1950.  Cricotopus adhaerius ingår i släktet Cricotopus och familjen fjädermyggor. Inga underarter finns listade i Catalogue of Life.